# Ectrosia scabrida
Ectrosia scabrida är en gräsart som beskrevs av Charles Edward Hubbard. Ectrosia scabrida ingår i släktet Ectrosia och familjen gräs. Inga underarter finns listade i Catalogue of Life.